# Simmaco di Capua
San Simmaco di Capua (IV secolo – V secolo) è stato un vescovo italiano, venerato come santo dalla Chiesa cattolica.
Fu vescovo di Capua ed è patrono di Santa Maria Capua Vetere.

## Biografia
Nato da illustre famiglia senatoria, fu eletto vescovo di Capua antica intorno al 424, sotto il pontificato del Papa Celestino I. Resse la Sede capuana per circa 16 anni, fino al 440.
Similmente a quanto avvenuto per altri contemporanei, come sant'Ambrogio di Milano e san Paolino di Nola, i quali già esercitavano uffici di governo civile nelle città di cui furono eletti vescovi, non è improbabile che Simmaco, oppure altri membri della sua famiglia, prima di essere eletto vescovo di Capua, esercitasse cariche pubbliche civili nella città, all'epoca fra le più ricche dell'impero.
Nella famosa lettera De obitu Paulini, dell'anno 431, indirizzata al poeta e panegirista Latino Pacato Drepanio dal Presbitero Uranio, segretario di San Paolino di Nola, si racconta: «Ecco dunque che tre giorni prima che lui (Paolino) fosse chiamato all'eterna abitazione del cielo, noi tutti avevamo quasi la certezza che se ne sarebbe andato. Erano anche presenti attorno a lui due vescovi venuti per la carità di fargli una visita: il santo Simmaco e il benedetto Acindino. Alla loro presenza Paolino si riebbe alquanto, anzi prese qualcosa da mangiare, ma soprattutto dimenticò per poco la sua grave infermità fisica inserendosi interamente nella loro conversazione come un uomo di Dio, anzi quasi come un angelo. Sapendo intanto che stava lì lì per andare dal suo Signore, volle che presso il suo lettuccio fosse preparato quanto occorresse per celebrare i santi misteri, cosicché, offerto il divin sacrificio insieme agli altri santi vescovi, potesse anche raccomandare la sua anima. Volle anche riammettere alla comunione della chiesa coloro ai quali, a causa di inadempienze ecclesiastiche, aveva comandato di tenersi lontani dal sacro mistero, riappacificandosi con loro. Al momento in cui dava compimento a queste cose, con volto ilare e con perfetta lucidità, cominciò a chiedere con voce chiara dove fossero i suoi fratelli. Allora uno dei presenti, credendo che cercasse i suoi confratelli vescovi, che avevano concelebrato con lui, disse: 'Eccoli, sono qui intorno a te i tuoi fratelli'. Ma egli rispondendo soggiungeva: 'Io intendo parlare dei miei confratelli in episcopato Gennaro e Martino che poco fa stavano a colloquio con me promettendomi che presto sarebbero venuti'. Di quei due vescovi, il primo, Gennaro, vescovo e martire, è decoro della Chiesa di Napoli; l'altro invece, Martino, uomo apostolico, noto a tutto l'orbe cattolico per la sua vita, fu vescovo in Francia».
Secondo la tradizione, sebbene non risulti iscritto nel catalogo ufficiale dei Vescovi che vi intervennero, nello stesso anno 431 partecipò al Concilio di Efeso che proclamò il dogma della Divina Maternità di Maria, riconoscendo alla Vergine il titolo di Theotókos.
Di ritorno, nel 432, volle dedicare alla Madre di Dio un grandioso tempio, fondando nell'antica Capua, odierna Santa Maria Capua Vetere, la basilica di Santa Maria Maggiore, conosciuta nell'antichità anche con il titolo di Sancta Maria Syricorum (tale titolo allude verosimilmente alla presenza nella Capua imperiale di una fiorente comunità giudaica mediorientale (Syrii=siriani, antiocheni), che ha lasciato significativi documenti archeologici e toponomastici che confermano l'origine apostolica della Chiesa Capuana, quale comunità giudaico-cristiana, e dimostrano come probabile la tradizione circa la  presenza a Capua di San Pietro, diretto nel suo viaggio apostolico verso Roma).
Sull'arco trionfale dell'abside mosaicata della basilica di Santa Maria Maggiore, risalente al V sec. e raffigurante la Vergine Maria in trono con il bambino Gesù assiso al centro delle sue ginocchia come su un trono, fra pampini e tralci d'uva, campeggiava la scritta, visibile fino alla distruzione dei mosaici avvenuta nel 1754, SANCTAE MARIAE, SYMMACUS EPISCOPUS.

## Culto
Il calendario liturgico della Chiesa di Capua fissa al giorno 22 del mese di ottobre il Dies Natalis Sancti Symmaci Episcopi, ossia il giorno del suo transito al cielo.
Il suo corpo, secondo la tradizione confluita nell'antica orazione del Proprio Capuano
(Proprio Capuano)
 fu deposto presso la basilica da lui edificata.
L'ubicazione della tomba, probabilmente occultata già a partire dal VII secolo, nonostante i lavori di ricerca iniziati fin dalla prima metà del XVIII secolo, non è attualmente nota.

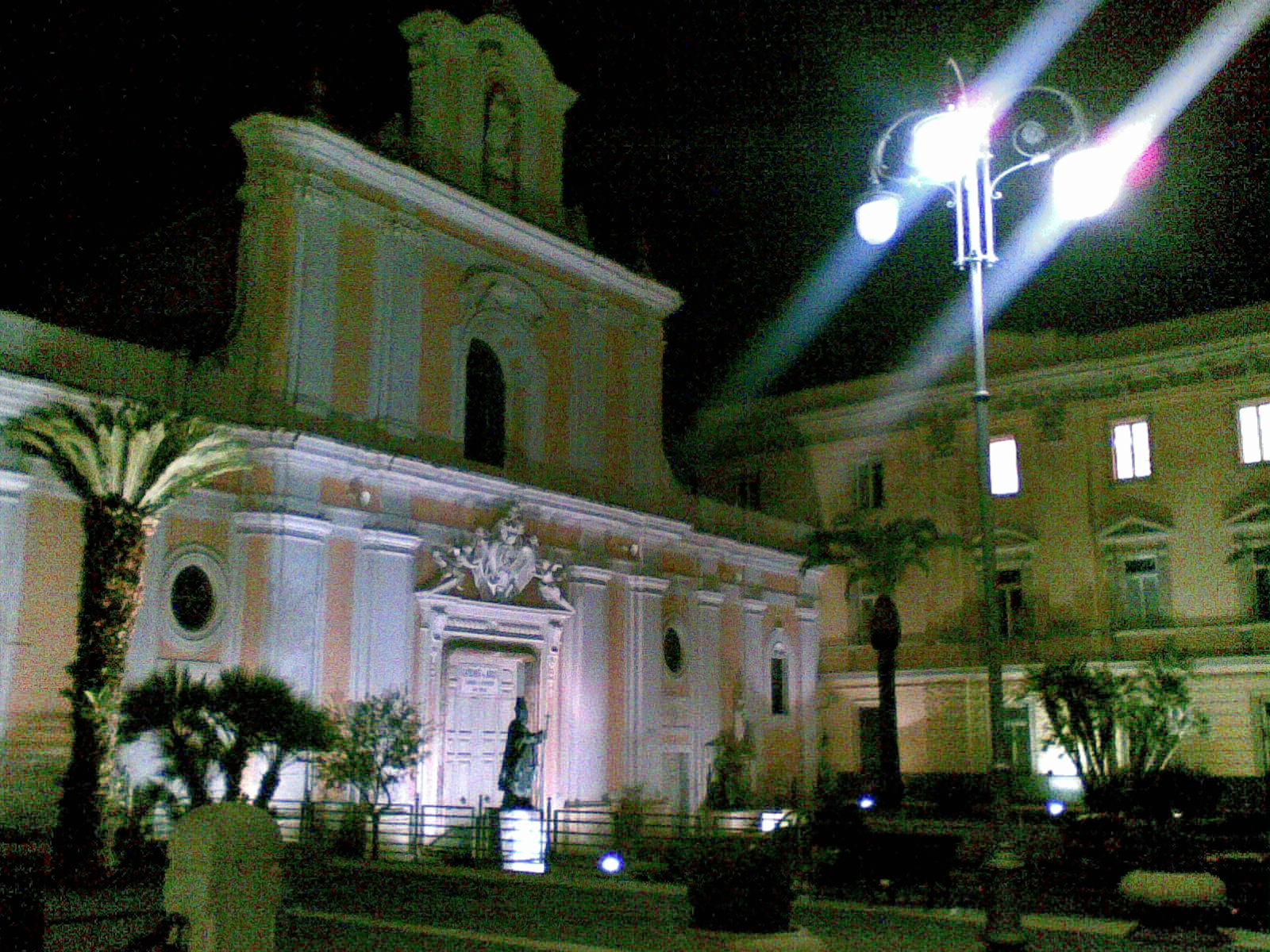
L'odierna chiesa di Santa Maria Maggiore, duomo di Santa Maria Capua Vetere.